# Голубівське (селище)
Голубі́вське — селище в Україні, у  Кадіївській міській громаді Алчевського району Луганської області. Населення становить 1901 осіб. Орган місцевого самоврядування — Голубівська сільська рада.
Знаходиться на тимчасово окупованій території України.
Відповідно до Розпорядження Кабінету Міністрів України від 12 червня 2020 року № 717-р «Про визначення адміністративних центрів та затвердження територій територіальних громад Луганської області» увійшло до складу Кадіївської міської громади.

## Розташування
Селище Голубівське розташоване на сході району на річці Лугань, у місці впадання її лівих приток, річки Горіхової та Балки Розсохуватої. Знаходиться за 89 км від обласного центру м. Луганська та за 36 км від районного центру м. Попасна.
Сусідні населені пункти: Березівське на південному заході, місто Кіровськ на півдні (обидва вище за течією Лугані); селище Тавричанське і села Весняне на південному сході, Дачне, селища Фрунзе (обидва нижче за течією Лугані) на сході, Донецький і село Жолобок на північному сході.

## Історія
Історично село виникло у 1764 році.
На території ради є кургани, у яких знайдені поховання кімерійських часів (X—IX ст. до н. е.).
У другій половині XVIII століття характерною рисою освоєння краю була поява дрібних поселень — хуторів. З часом багато з них були покинуті людьми, на місці ж інших і нині існують населені пункти. Великі ділянки землі — «рангові дачі» — у районі Придонців'я отримали офіцери Сербських полків Шевича та Депрерадовича, а територію, де нині розкинулося село Голубівка отримав Петро Голуб.
У 1764 році П. Голуб, серб за національністю, взявши російське підданство і бувши тоді поручиком, заснував на березі річки Луганки село Голубівку. Спочатку тут було чотири двори з десятком кріпаків. Однак багата земля приваблювала все нових переселенців, і село розросталося. Уже через двадцять років у селі налічувалося 12 дворів та 84 кріпаки.
Потім Голубівка перейшла у власність молодшого сина П. Голуба. У 1859 році налічувалося 117 дворів та 642 кріпаки. Напередодні скасування кріпосного права село було найбагатолюднішим населеним пунктом Слов'яносербського повіту.
У 1903 році в селі Голубівка відкрили церковно-приходську школу. У 1918–1922 роках у школі викладав музику Іван Сергійович Паторжинський, який згодом став народним артистом СРСР, солістом Київського театру опери та балету імені Т. Г. Шевченка, професором та викладачем Київської консерваторії.

## Населення

### Мова
Розподіл населення за рідною мовою за даними перепису 2001 року:
| Мова            | Кількість | Відсоток |
| --------------- | --------- | -------- |
| українська      | 1398      | 73.54%   |
| російська       | 500       | 26.30%   |
| білоруська      | 2         | 0.11%    |
| інші/не вказали | 1         | 0.05%    |
| Усього          | 1901      | 100%     |

За даними перепису 2001 року населення селища становило 1901 особу, з них 73,54 % зазначили рідною українську мову, 26,30 % — російську, а 0,16 % — іншу.

## Інфраструктура
На території ради розташовані вугледобувні та вуглепереробні підприємства. Сільськогосподарські підприємства ради займаються вирощуванням зернових, технічних та інших культур.
Для обслуговування населення в раді діють два заклади охорони здоров'я, дві загальноосвітні школи, Будинок культури та три бібліотеки.